# Will Media
Die Will Media GmbH ist eine Produktionsfirma, die Sendungen im deutschen Fernsehen produziert.
Das Unternehmen mit Sitz in Berlin ging als Vorratsgesellschaft aus der Lessia Vermögensverwaltungsgesellschaft mbH hervor.
Als Person ist Anne Will seit 2007 Geschäftsführerin der Will Media GmbH.
Produziert wurde bis zum 3. Dezember 2023 einzig die Sendung  Anne Will (jeweils Sonntagabend, vormals Mittwochabend) für Das Erste. Pro Jahr wurden etwa 45 Sendungen produziert.
Der Jahresüberschuss des Unternehmens betrug im Jahr 2013 1,9 Millionen Euro, im Jahr 2014 1,7 Millionen Euro, im Jahr 2015 1,8 Millionen Euro, im Jahr 2016 1,7 Millionen Euro, im Jahr 2017 1,7 Millionen Euro, im Jahr 2018 1,7 Millionen Euro und im Jahr 2019 1,6 Millionen Euro.